# 崔景富
崔景富（1951年3月31日—），中国演员，毕业于中央戏剧学院，现为广州话剧团主要演员。中国戏剧家协会会员、中国电视艺术家协会会员、国家一级演员。因出演《西游记续集》的猪八戒为观众熟知。代表作电视剧《武夷仙凡界》、《隋唐英雄传》的王世充。

## 话剧作品
- 《农奴戟》饰老铁匝
- 《艳阳天》饰肖长春
- 《槐树庄》饰李满仓
- 《枫树湾》饰赵海山
- 《白卷先生》饰刘胜田
- 《枫叶红了的时候》饰冯云彤
- 《报春花》饰李健
- 《一双绣花鞋》饰沈兰
- 《第二次握手》饰苏冠兰
- 《少帅传奇》饰杨宇霆
- 《火热的心》饰梁子如
- 《红岩》饰徐鹏飞
- 《霓虹灯下的哨兵》饰鲁大成
- 《悭吝人》饰阿巴贡
- 《男儿有泪》饰宋木森

## 影视作品
- 《死亡的微笑》饰 方院长
- 《朱元璋》任 制片主任（杨洁导演、吕齐、李洪涛主演）
- 《武夷仙凡界》饰 铁板仙
- 《黄土高坡的梦》饰 那五
- 《西游记续集》饰 猪八戒
- 《隋唐英雄传》饰 王世充